# Biblia de Gutenberg

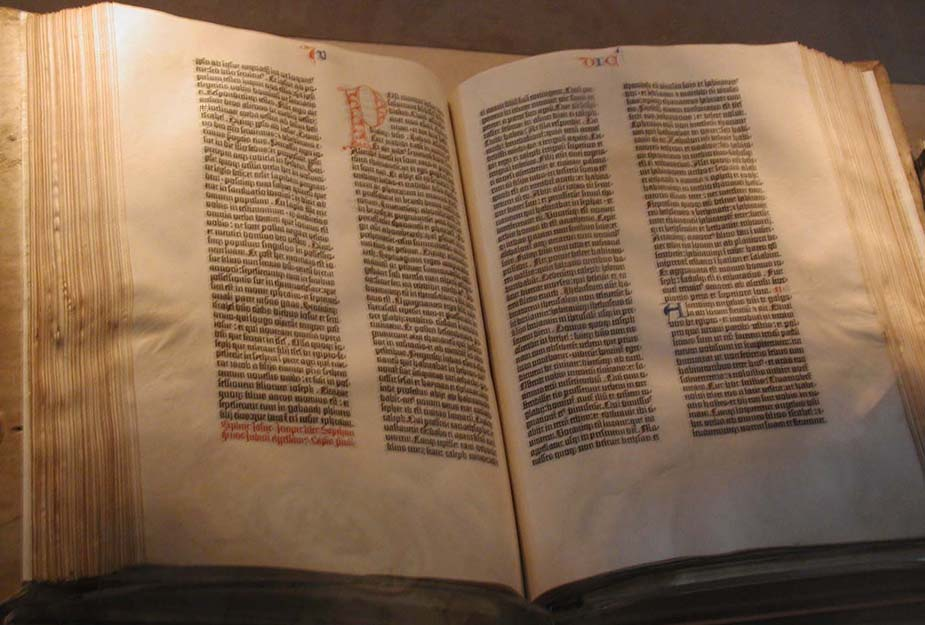
Copia de una Biblia de Gutenberg en la Biblioteca del Congreso de Estados Unidos.

La Biblia de Gutenberg, también conocida como la Biblia [Latina] de 42 líneas (B42) o Biblia de Mazarino, es una edición de la Vulgata, impresa por Johannes Gutenberg en Maguncia, Alemania, en el siglo xv. 
Esta biblia se considera el primer libro impreso a gran escala mediante el sistema de tipos móviles en Europa, fue su mayor trabajo y tiene el estatus de icono por simbolizar el comienzo de la «Edad de la Imprenta».
El formato es posiblemente una imitación del manuscrito de Maguncia, también llamado Biblia Gigante de Maguncia, cuyas 1300 páginas fueron escritas a mano.
El nombre «Biblia de 42 líneas» se refiere al número de líneas impresas en cada página, y es usado para diferenciarlo de la edición posterior de 36 líneas.
Esta edición empezó a prepararse después de 1450 y los primeros ejemplares estuvieron disponibles hacia 1454 o 1455. Fue realizada usando una prensa de impresión y tipos móviles. Un ejemplar completo tiene 1282 páginas y la mayoría fueron encuadernados en dos volúmenes al menos.
Esta Biblia es el incunable más famoso y su producción dio comienzo a la impresión masiva de textos en Occidente. Se cree que se produjeron alrededor de 180 ejemplares: 45 en pergamino y 135 en papel. Tras su impresión, fueron rubricados e iluminados a mano por especialistas, lo que hace que cada ejemplar sea único.

## Ejemplares actuales

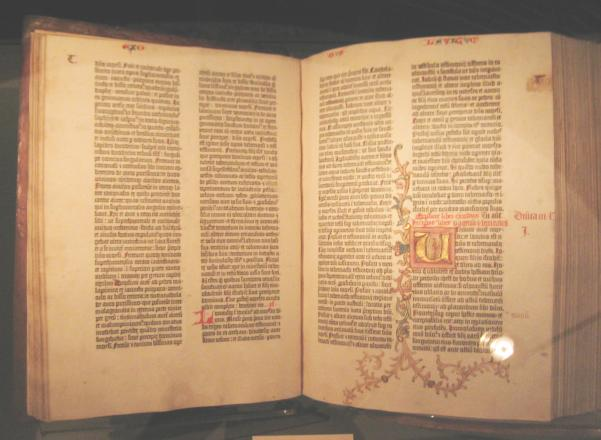
Otra biblia de Gutenberg.

En 2009, se conocía la existencia de 47 o 49 biblias de 42 líneas; de ellas, solo 21 completas. En las otras faltan páginas e incluso volúmenes. La cifra de 48 ejemplares cuenta como diferentes los volúmenes en Tréveris e Indiana, que parecen ser dos piezas del mismo ejemplar. Además existe un importante número de fragmentos, algunos compuestos por una sola página.
Quedan doce ejemplares en pergamino, aunque sólo cuatro están completos y uno solamente contiene el Nuevo Testamento.
Los números de ejemplar listados a continuación son los del Incunabula Short Title Catalogue, tomados de un estudio de 1985 realizado por Ilona Hubay; se desconocía entonces la existencia de dos ejemplares en Rusia, por lo que no se catalogaron.

## Historia reciente

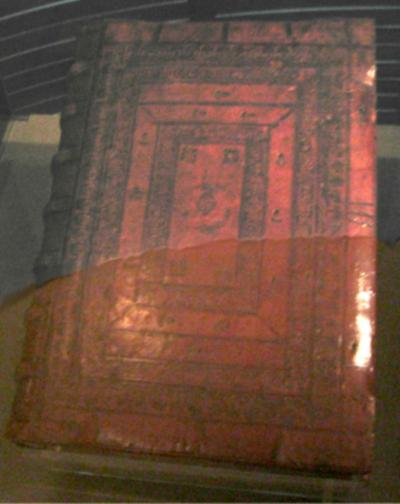
Encuadernación de la copia en la Universidad de Texas en Austin

Hoy en día, quedan pocas copias en instituciones religiosas, (por ejemplo la Biblia de Gutenberg de Pelplin, que está en la biblioteca de un seminario teológico en Polonia) y la mayoría ahora pertenecen a bibliotecas universitarias y otras importantes instituciones académicas. Después de siglos en los que todas las copias parecen haber permanecido en Europa, la primera Biblia de Gutenberg llegó a Norteamérica en 1847. Ahora está en la Biblioteca Pública de Nueva York.
| País                | Institución                                                             | Hubay n.° | Estado     | Material  | Notas                                                                                         |
| ------------------- | ----------------------------------------------------------------------- | --------- | ---------- | --------- | --------------------------------------------------------------------------------------------- |
| Austria (1)         | Biblioteca Nacional de Austria, Viena                                   | 27        | completa   | papel     |                                                                                               |
| Bélgica (1)         | Bibliothèque universitaire, Mons                                        | 1         | incompleta | papel     |                                                                                               |
| Dinamarca (1)       | Kongelige Bibliotek, Copenhague                                         | 12        | incompleta | papel     | Vol. II                                                                                       |
| Francia (4)         | Biblioteca Nacional de Francia, París                                   | 15        | completa   | pergamino |                                                                                               |
| Francia (4)         | Biblioteca Nacional de Francia, París                                   | 17        | incompleta | papel     | Contiene nota del encuadernador, fechándola en agosto de 1456                                 |
| Francia (4)         | Biblioteca Mazarino, París                                              | 16        | completa   | papel     |                                                                                               |
| Francia (4)         | Bibliothèque Municipale, Saint-Omer                                     | 18        | incompleta | papel     |                                                                                               |
| Alemania (12)       | Museo Gutenberg, Maguncia                                               | 8         | incompleta | papel     | Un volumen con la primera parte, y el otro con las dos —no está claro cuál es cuál—.          |
| Alemania (12)       | Museo Gutenberg, Maguncia                                               | 9         | incompleta | papel     | Un volumen con la primera parte, y el otro con las dos —no está claro cuál es cuál—.          |
| Alemania (12)       | Landesbibliothek, Fulda                                                 | 4         | incompleta | pergamino | Vol. I                                                                                        |
| Alemania (12)       | Universitätsbibliothek, Leipzig                                         | 14        | incompleta | pergamino |                                                                                               |
| Alemania (12)       | Niedersächsische Staats-und Universitätsbibliothek, Göttingen           | 2         | completa   | pergamino |                                                                                               |
| Alemania (12)       | Biblioteca Estatal de Berlín                                            | 3         | incompleta | pergamino |                                                                                               |
| Alemania (12)       | Biblioteca Estatal de Baviera, Múnich                                   | 5         | completa   | papel     |                                                                                               |
| Alemania (12)       | Universitätsbibliothek Johann Christian Senckenberg, Fráncfort del Meno | 6         | completa   | papel     |                                                                                               |
| Alemania (12)       | Hofbibliothek, Aschaffenburg                                            | 7         | incompleta | papel     |                                                                                               |
| Alemania (12)       | Württembergische Landesbibliothek, Stuttgart                            | 10        | incompleta | papel     | Comprada en abril de 1978 por 2 200 000 dólares.                                              |
| Alemania (12)       | Stadtbibliothek, Tréveris                                               | 11        | incompleta | papel     | Vol. I?, posiblemente es el complementario del volumen Hubay 46, en Indiana                   |
| Alemania (12)       | Landesbibliothek, Kassel                                                | 12        | incompleta | papel     | Vol. I                                                                                        |
| Japón (1)           | Universidad de Keiō, Tokio                                              | 45        | incompleta | papel     | Vol. I, comprada en octubre de 1987 por 4 900 000 o 5 400 000 dólares (las fuentes disienten) |
| Polonia (1)         | Biblioteka Seminarium Duchownego, Pelplin                               | 28        | incompleta | papel     |                                                                                               |
| Portugal (1)        | Biblioteca Nacional de Portugal, Lisboa                                 | 29        | completa   | papel     |                                                                                               |
| Rusia (2)           | Biblioteca Nacional Rusa, San Petersburgo                               | -         | incompleta | pergamino |                                                                                               |
| Rusia (2)           | Universidad Estatal de Moscú, Moscú                                     | -         | completa   | papel     |                                                                                               |
| España (2)          | Biblioteca General. Universidad de Sevilla                              | 32        | incompleta | papel     | Solo Nuevo Testamento                                                                         |
| España (2)          | Biblioteca Pública Provincial, Burgos                                   | 31        | completa   | papel     |                                                                                               |
| Suiza (1)           | Biblioteca Bodmeriana, Cologny                                          | 30        | incompleta | papel     |                                                                                               |
| Reino Unido (8)     | British Library, Londres                                                | ?         | completa   | pergamino |                                                                                               |
| Reino Unido (8)     | British Library, Londres                                                | ?         | completa   | papel     |                                                                                               |
| Reino Unido (8)     | Biblioteca Nacional de Escocia, Edimburgo                               | 26        | completa   | papel     |                                                                                               |
| Reino Unido (8)     | Biblioteca del Palacio de Lambeth, Londres                              | 20        | incompleta | pergamino | Solo Nuevo Testamento                                                                         |
| Reino Unido (8)     | Eton College Library, Eton                                              | 23        | completa   | papel     |                                                                                               |
| Reino Unido (8)     | Biblioteca Universitaria John Rylands, Mánchester                       | 25        | completa   | papel     |                                                                                               |
| Reino Unido (8)     | Biblioteca Bodleiana, Oxford                                            | 24        | completa   | papel     |                                                                                               |
| Reino Unido (8)     | Biblioteca de la Universidad de Cambridge                               | 22        | completa   | papel     |                                                                                               |
| Estados Unidos (11) | The Morgan Library & Museum, Nueva York                                 | 37        | incompleta | pergamino |                                                                                               |
| Estados Unidos (11) | The Morgan Library & Museum, Nueva York                                 | 38        | completa   | papel     |                                                                                               |
| Estados Unidos (11) | The Morgan Library & Museum, Nueva York                                 | 44        | incompleta | papel     | Solo Antiguo Testamento                                                                       |
| Estados Unidos (11) | Biblioteca del Congreso de Estados Unidos, Washington D. C.             | 35        | completa   | pergamino | Biblia de Gutenberg                                                                           |
| Estados Unidos (11) | Biblioteca Pública de Nueva York                                        | 42        | incompleta | papel     | Lenox copy                                                                                    |
| Estados Unidos (11) | Widener Library, Universidad de Harvard                                 | 40        | completa   | papel     |                                                                                               |
| Estados Unidos (11) | Beinecke Library, Universidad de Yale                                   | 41        | completa   | papel     |                                                                                               |
| Estados Unidos (11) | Scheide Library, Universidad de Princeton                               | 43        |            | papel     |                                                                                               |
| Estados Unidos (11) | Lilly Library, Universidad de Indiana                                   | 46        | incompleta | papel     | Posiblemente complementario de Hubay 11, en Tréveris                                          |
| Estados Unidos (11) | Henry E. Huntington Library, San Marino, California                     | 36        | incompleta | pergamino |                                                                                               |
| Estados Unidos (11) | Harry Ransom Humanities Research Center, Universidad de Texas en Austin | 39        | completa   | papel     | Comprada en 1978 por 2 400 000 dólares.                                                       |
| Vaticano (2)        | Biblioteca Apostólica Vaticana                                          | 33        | incompleta | pergamino |                                                                                               |
| Vaticano (2)        | Biblioteca Apostólica Vaticana                                          | 34        | incompleta | papel     | Vol I                                                                                         |